# Warren Lewis
Warren Hamilton „Warnie” Lewis (ur. 16 czerwca 1895 w Belfaście, zm. 9 kwietnia 1973 w Oksfordzie) – brytyjski oficer, historyk i pisarz, członek grupy Inklingów. Brat powieściopisarza C.S. Lewisa.
Od 1914 do 1932 roku służył w Korpusie Obsługi Armii Królewskiej jako oficer zaopatrzenia. Po przejściu na emeryturę zamieszkał wraz z bratem w Oksfordzie, gdzie pełnił funkcję jego sekretarza.
Warren przez całe swoje dorosłe życie był alkoholikiem, co bardzo utrudniało życie Clive’owi S. Lewisowi i matce przyjaciela, którą się opiekował, Janie Moore.
Twórczość W.H. Lewisa skupiała się głównie na historii Francji, temacie, który interesował go od dziecka.

## Publikacje
- The Lewis Papers: Memoirs of the Lewis Family (wydrukowane prywatnie). 1933.
- „The Galleys of France” jako część Essays Presented to Charles Williams. Oxford University Press. Oksford. 1947.
- The Splendid Century: Some Aspects of French Life in the Reign of Louis XIV. Eyre & Spottiswoode. Londyn. 1953.
- The Sunset of the Splendid Century: The Life and Times of Louis Auguste de Bourbon, Duc de Maine, . Eyre & Spottiswoode. Londyn. 1955.
- Assault on Olympus: The Rise of the House of Gramont between 1604 and 1678. Andre Deutsch. Londyn. 1958.
- Louis XIV: An Informal Portrait. Andre Deutsch. Londyn. 1959.
- The Scandalous Regent: A Life of Philippe, Duc d’Orleans, and of his family. Andre Deutsch. Londyn. 1961.
- Levantine Adventurer: The Travels and Missions of the Chevalier d'Arvieux, . Andre Deutsch. Londyn. 1962.
- Memoirs of the Duc de Saint-Simon. B.T. Batsford. Londyn. 1964.
- Letters of C.S. Lewis (jako edytor). Geoffrey Bles Ltd. Londyn. 1966.